# Засальский
Заса́льский — хутор в Мартыновском районе Ростовской области.
Входит в состав Рубашкинского сельского поселения.

## Население
| 2010 |
| ---- |
| 335  |

## Улицы
- ул. Буденного,
- ул. Ленина,
- ул. Молодёжная.